# Давыдов, Василий Васильевич (Герой Социалистического Труда)
Василий Васильевич Давыдов (1926—2013) — советский передовик производства, бригадир мотористов-испытателей Московского машиностроительного завода «Салют» МАП СССР. Герой Социалистического Труда (1971).

## Биография
Родился 2 декабря 1926 года в городе Москве. 
С 1942 года начал свою трудовую деятельность в качестве ученика московской типографии «Красный воин». С 1943 года призван в ряды Красной армии, участник Великой Отечественной войны в составе Балтийского флота Военно-морского флота СССР. За участие в войне в 1985 году В. В. Давыдов был награждён Орденом Отечественной войны 2-й степени.
С 1950 года, после увольнения из рядов Военно-морских сил, устроился на работу мотористом-испытателем авиационных двигателей на Московский машиностроительный завод «Салют» Министерства авиационной промышленности СССР, с 1957 года в составе Московского городского совета народного хозяйства. С 1955 по 1959 годы без отрыва от производства заочно обучался в Московском авиационном моторостроительном техникуме. 
С 1959 года В. В. Давыдов работал бригадиром мотористов-испытателей Московского машиностроительного завода «Салют». Будучи руководителем бригады, внёс весомый вклад в доводку базового двигателя серии авиационных высокотемпературных турбореактивных двухконтурных двигателей с форсажными камерами — АЛ-31Ф, был участником проведения испытаний для самолетов семейства Су-27. 
26 апреля 1971 года «закрытым» Указом Президиума Верховного Совета СССР «за выдающиеся успехи, достигнутые в выполнении заданий пятилетнего плана и создание новой техники»  Василий Васильевич Давыдов был удостоен звания Героя Социалистического Труда с вручением Ордена Ленина и золотой медали «Серп и Молот».
После выхода на заслуженный отдых жил в Москве. 
Умер 27 февраля 2013 года, похоронен на Котляковском кладбище.

## Награды
- Медаль «Серп и Молот» (26.04.1971)
- Орден Ленина (26.04.1971)
- Орден Отечественной войны II степени (6.04.1985[4])
- Медаль «За оборону Ленинграда»
- Медаль «За победу над Германией в Великой Отечественной войне 1941—1945 гг.»

### Звания
- Почётный житель внутригородского муниципального образования Гольяново в городе Москве (2005[5]).